# Tamás Kulcsár
Tamás Kulcsár (ur. 13 października 1982 w Debreczynie) – węgierski piłkarz, grający na pozycji napastnika.